# Cecil Taylor
Cecil Taylor de nom complet Cecil Percival Taylor (Corona, Queens, Nova York, 25 de març de 1929 - Brooklyn, Nova York, 5 d'abril de 2018), va ser un pianista, percussionista de jazz, ballarí i poeta estatunidenc, d'ancestres indis. Enquadrat en l'avantguarda jazzística, va freqüentar la major part dels estils sorgits a continuació de l'hard bop, especialment el free jazz, amb freqüents aproximacions a la improvisació lliure.
Les seves primeres influències van ser les de Duke Ellington i Dave Brubeck. El seu toc de piano era característicament percussiu.

## Biografia
Taylor va començar el seu estudi del piano als sis anys i, més endavant, es va matricular al New York College of Music i al conservatori de música de Nova Anglaterra el 1952, on estudià piano i teoria.
Les seves primeres actuacions van ser amb grups liderats per Johnny Hodges i Hot Lips Page. Després, al formar a mitjans dels anys cinquanta un quartet amb músics com Steve Lacy -saxo soprano-, Buell Neidlinger -contrabaix- i Dennis Charles -bateria-. El 1953 formà el seu primer quartet i el 1956 feu el primer enregistrament, Jazz Advance.
Amb el seu grup, va treballar el 1956 a ell i va actuar el 1957 al Newport Jazz Festival. El 1960 va gravar amb profusió per Candid i amb Archie Shepp com saxo tenor.
El 1962, es van incorporar al quartet Jimmy Lyons a l'saxo alt i Sunny Murray a la bateria. Van estar sis mesos de gira a Europa i al seu retorn als Estats Units Taylor es va retirar durant un any. Va haver de guanyar-se la vida amb feines en llocs tan allunyats dels escenaris com cuines o tintoreries, a el temps que exercia des del seu loft en una depauperada zona de la ciutat. En 1964 va col·laborar en la fundació de the Jazz Composer's Guild i el 1968, al costat de Carla Bley, Don Cherry, Michael Mantler i altres va formar una associació cooperativa que va agrupar a músics de free jazz anomenada Jazz Composer's Orchestra Association.
Des dels inicis consolidà una trajectòria que a partir dels anys setanta el consagrà com una de les primeres figures del free-jazz, sempre en petites formacions o en solo. Conjugant una energia i un virtuosisme excepcionals, donava a les seves improvisacions una atmosfera d'efervescència i tensió en què s'amalgamaven influències del blues, la música clàssica, l'avantguarda europea i les tradicions musicals no occidentals. Emprava tècniques i recursos gens convencionals o de manera gens ortodoxa, com ara ritmes aperiòdics, clústers i el glissando, tot servint-se de la mà oberta, els punys, els colzes i els avantbraços. Col·laborà i enregistrà amb alguns dels més importants jazzmen, com ara J. Coltrane, M. Roach i A. Ayler.
En aquesta mateixa època va ensenyar a la Universitat de Wisconsin a Madison, al Antioch College, i en el Glassboro State College, i va gravar freqüentment amb el seu grup Unit, a més de realitzar constants gires per Europa. Guardonat amb una Beca Guggenheim el 1973, va aconseguir eludir els seus problemes econòmics. Actua a la Casa Blanca durant l'administració Carter el 1979.
Va treballar amb William Parker, Mary Lou Williams i amb el bateria Max Roach, i va començar a incorporar als seus concerts fragments de la seva excèntrica poesia.
Des del seu debut el 1956, va arribar a gravar més de setanta discos.

## Discografia[1]
De la seva nombrosa discografia destaquen els àlbums Looking Ahead! (1958), Love for Sale (1959), Air (1960), The World of Cecil Taylor (1960), Conquistador (1966), Unit Structures (1966), Silent Tongues (1973), Cecil Taylor Unit (1976), Winged Serpent (1984) i The Tree of Life (1991).

## Reconeixements
- Premi Kyoto (2013)[1]